# Геминден (Хунсрик)
Геминден (њем. Gemünden) општина је у њемачкој савезној држави Рајна-Палатинат. Једно је од 134 општинска средишта округа Рајн-Хунсрик. Према процјени из 2010. у општини је живјело 1.258 становника. Посједује регионалну шифру (AGS) 7140041.

## Географски и демографски подаци
Геминден се налази у савезној држави Рајна-Палатинат у округу Рајн-Хунсрик. Општина се налази на надморској висини од 300 метара. Површина општине износи 10,7 km². У самом мјесту је, према процјени из 2010. године, живјело 1.258 становника. Просјечна густина становништва износи 118 становника/km².